# Boteires
Boteires (en llatí Boteiras, en grec antic Βοτείρας) fou un rei de Bitínia del qual no se sap gairebé res. Va succeir el seu pare Dídals, pels volts del 400 aC. Probablement es va oposar a Farnabazos II, que va deixar la seva corona en mans del seu fill Bas l'any 376 aC.